# 3. Mandschurische Armee (Russisches Kaiserreich)
Die 3. Mandschurische Armee (russisch 3-й Маньчжурская армия, 3-j Mantschschurskaja armija) war ein Großverband des Kaiserlich Russischen Heeres. Sie wurde im Dezember 1904 aufgestellt und im Februar 1906 aufgelöst.

## Geschichte
Nach der verlorenen Schlacht von Liaoyang hatte Zar Nikolaus II. beschlossen, dass die eingesetzten russischen Kräfte in der Mandschurei nicht mehr von nur einem Kommandeur befehligt werden sollten und teilte deswegen die Mandschurische Armee in die 1., 2. und 3. Mandschurische Armee auf. Im Dezember 1904 wurde die 3. Mandschurische Armee unter dem Befehl von General Alexander von Kaulbars aufgestellt. Sie umfasste im Januar 1905 72 Bataillone, 18 Schwadronen, 294 Feldgeschütze sowie 110 Mörser und Belagerungsgeschütze und hatte eine Stärke von rund 57.000 Mann. Am 12. Februar 1905 übernahm General Alexander von Bilderling das Kommando über die Armee, gefolgt von General Michail Iwanowitsch Batjanow im Mai 1905. Die Armee nahm an den Schlachten von Sandepu und Mukden teil. 
Nach Beendigung des Krieges wurde die 3. Mandschurische Armee im Februar 1906 aufgelöst.

## Gliederung
- 5. Sibirisches Armeekorps
  - 54. Infanterie-Division
  - 71. Infanterie-Division
- 6. Sibirisches Armeekorps
  - 55. Infanterie-Division
  - 72. Infanterie-Division
- 16. Armeekorps
  - 25. Infanterie-Division
  - 41. Infanterie-Division
- 17. Armeekorps
  - 3. Infanterie-Division
  - 35. Infanterie-Division

## Oberbefehlshaber
|    | Name                                 | Von              | Bis              |
| -- | ------------------------------------ | ---------------- | ---------------- |
| 1. | General Alexander von Kaulbars       | Dezember 1904    | 12. Februar 1905 |
| 2. | General Alexander von Bilderling     | 12. Februar 1905 | Mai 1905         |
| 3. | General Michail Iwanowitsch Batjanow | Mai 1905         | Februar 1906     |